# Athrotaxis laxifolia
Espèce
Classification phylogénétique
Statut de conservation UICN

 EN B2ab(iii,v) : En danger
Athrotaxis laxifolia est une espèce de gymnospermes de la famille des Cupressaceae et de  sous famille des Athrotaxidoideae. Il est endémique de la Tasmanie où on le trouve en altitude dans les forêts tempérées humides.
Ce sont des arbres à végétation persistante atteignant 10 à 20 mètres de haut et 1 m de diamètre.
Feuilles ont une morphologie intermédiaire aux deux autres espèces du genre (4–12 × 2–3 mm). Les cônes à graines sont de taille intermédiaire (1,5-2,5 cm de long et 1,4 à 2 cm de diamètre avec 14 à 18 écailles). Ils sont à maturité à environ six mois après la pollinisation. Les cônes mâles font de 3 à 5 mm de long. 
C'est la plus rare des trois espèces d'Athrotaxis. Il est à bien des égards intermédiaire entre Athrotaxis cupressoides et Athrotaxis selaginoides et il est fortement soupçonné d'être un hybride naturel entre les deux, ne se trouvant que dans les forêts où se trouvent ces deux espèces cependant les preuves génétiques ne sont pas concluantes.
Le bois, odorant et de bonne conservation a été exploité en Tasmanie mais il est devenu trop rare pour être encore utilisé.
Ils forment de beaux arbres ornementaux que l'on trouve dans les arboretums et les jardins botaniques du nord-ouest de l'Europe notamment en Irlande.

## Galerie

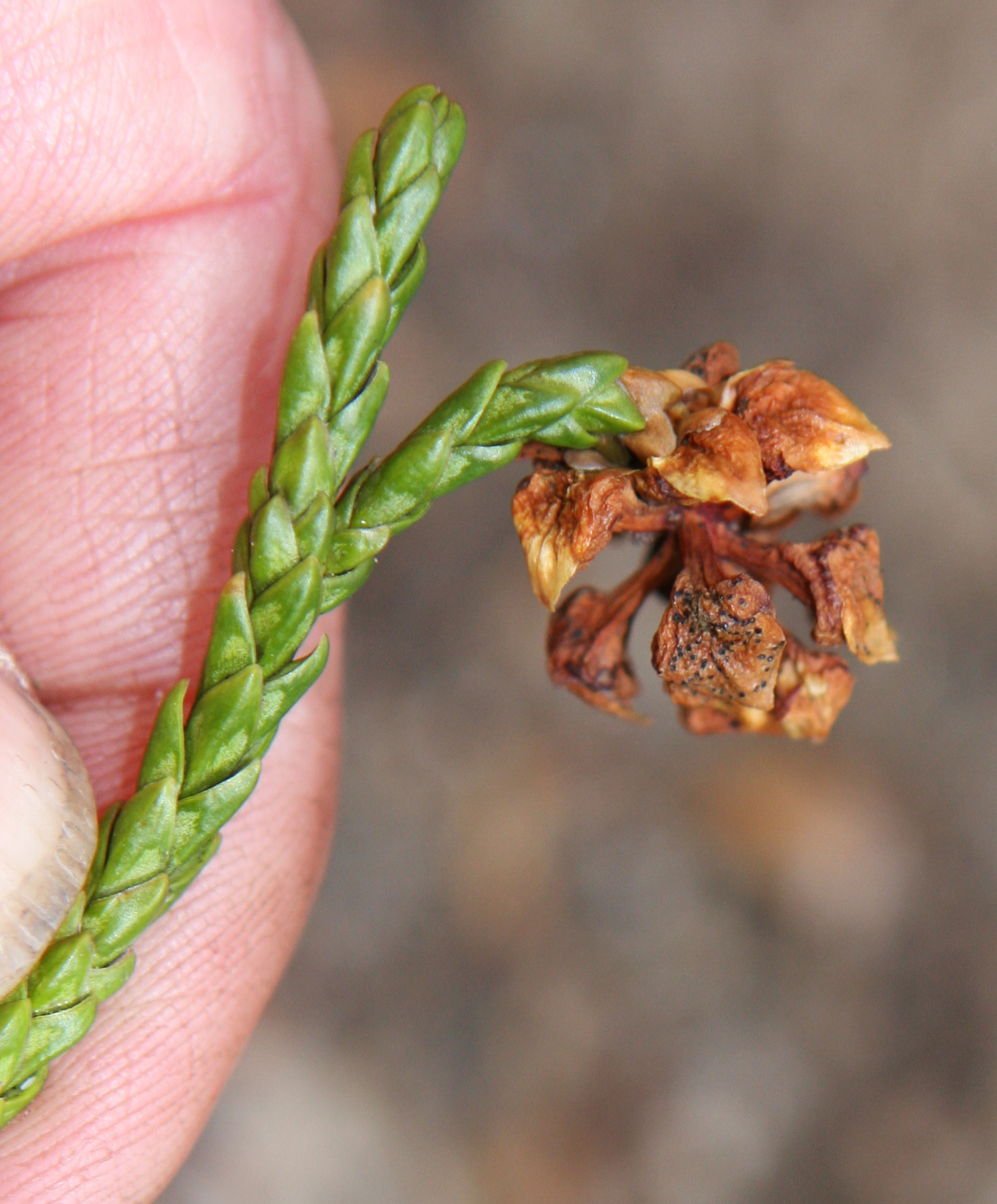
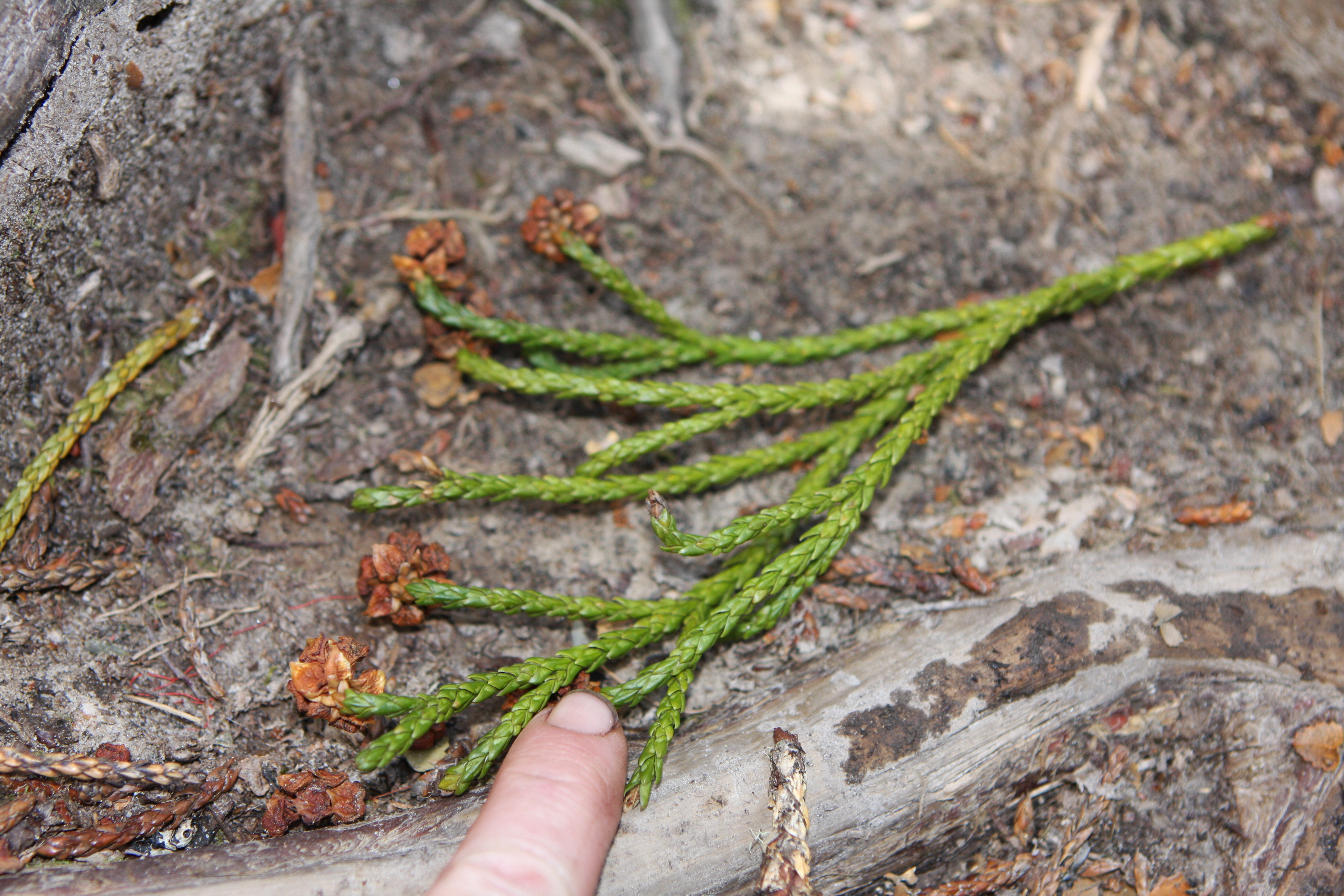
Feuilles et cones
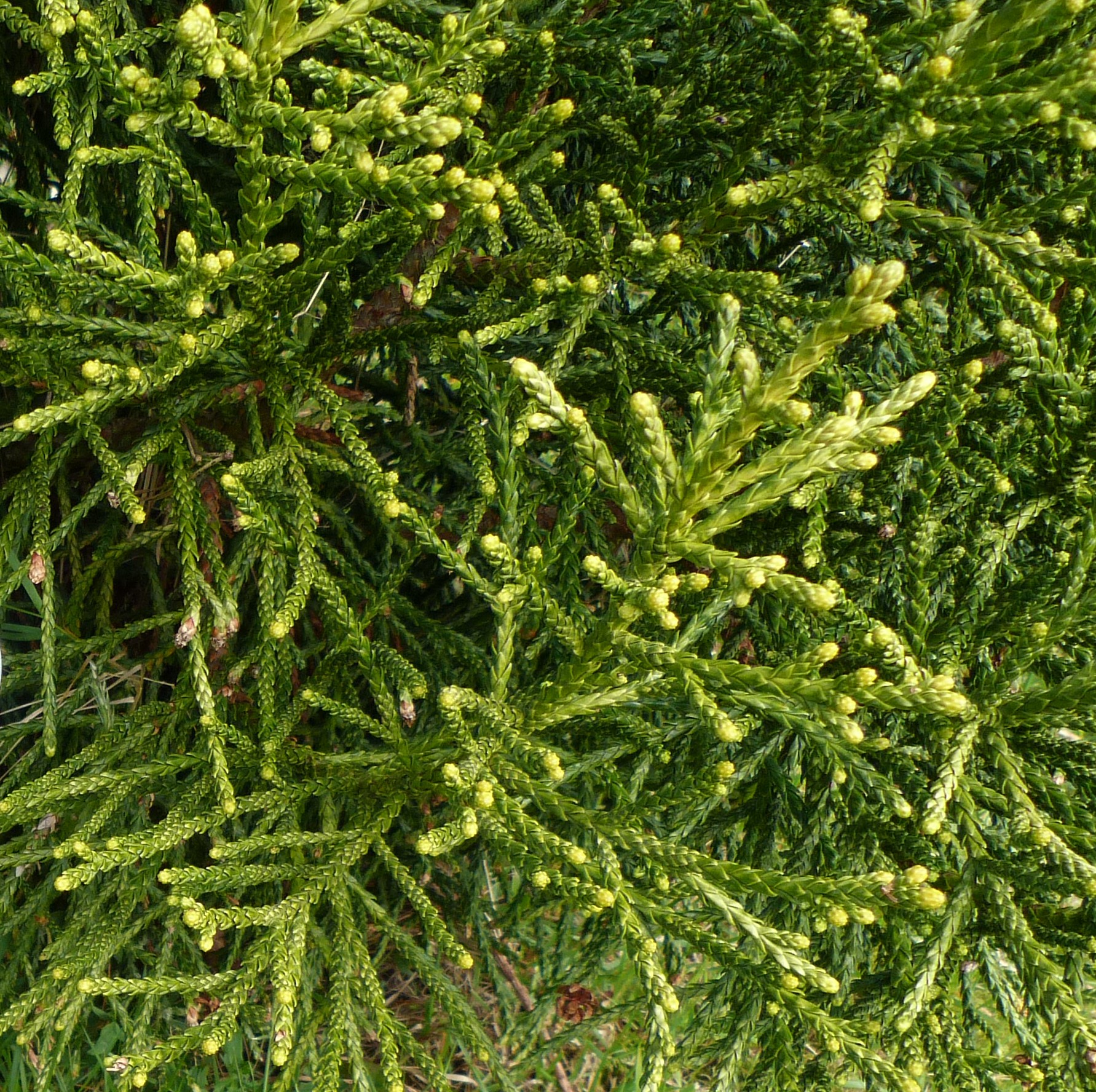
Athrotaxis laxifolia
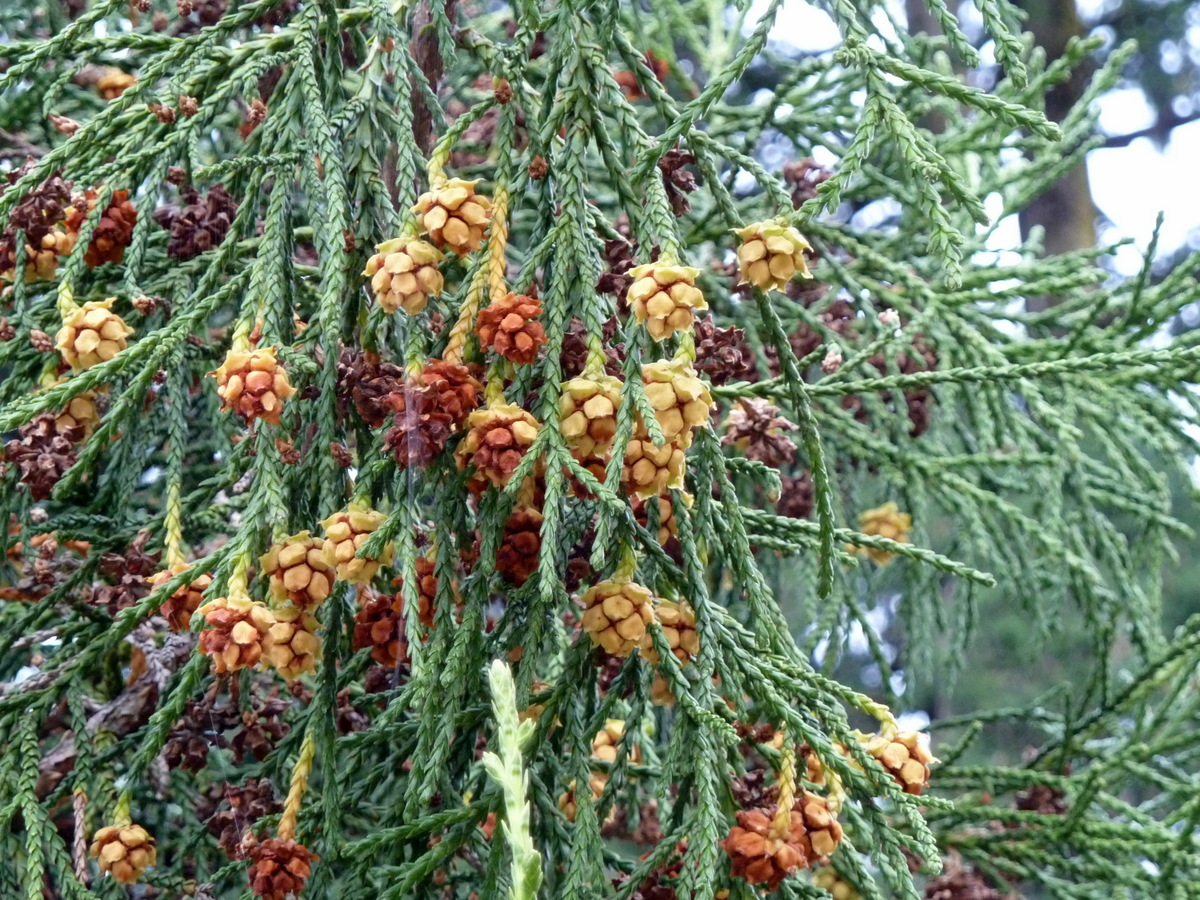
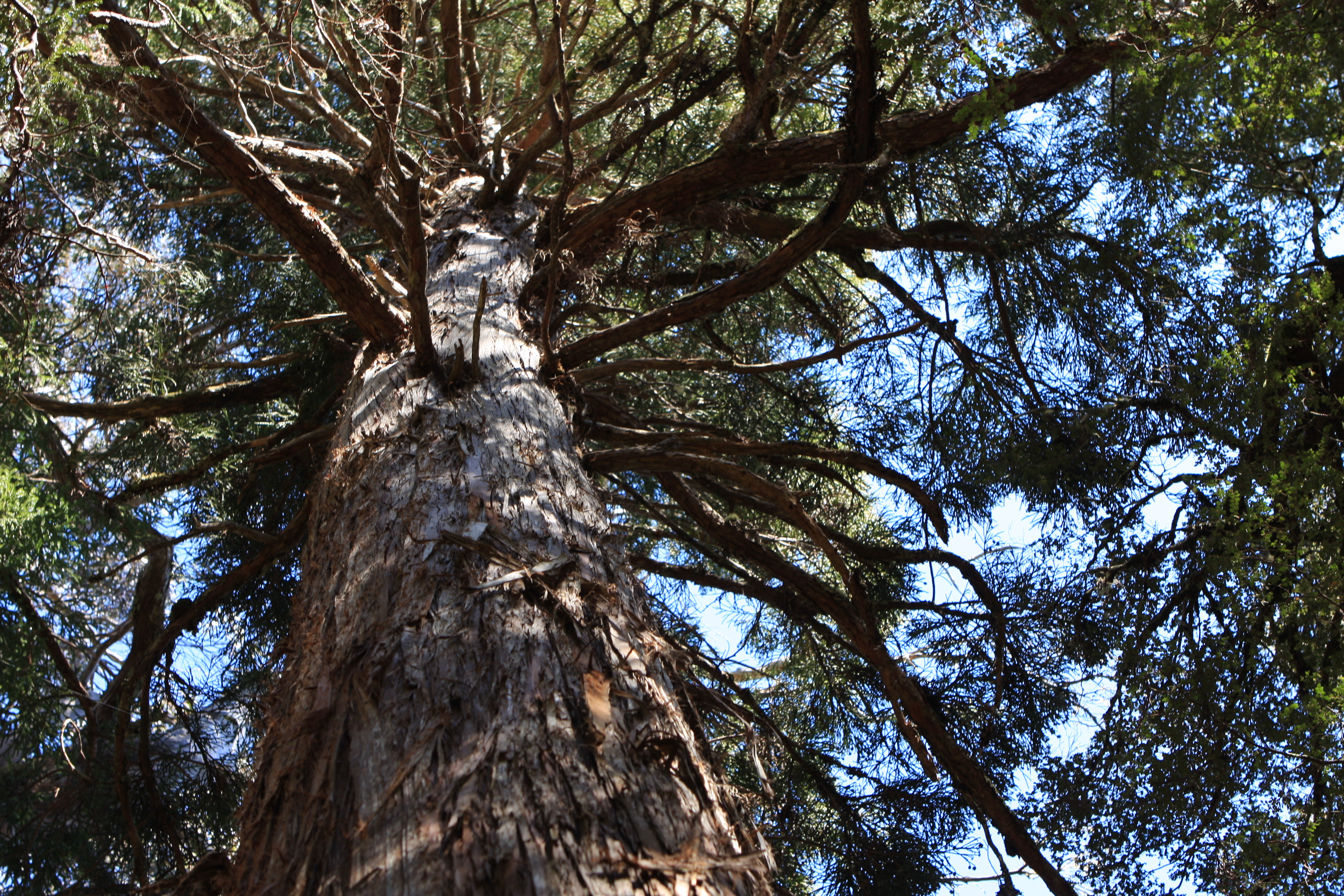
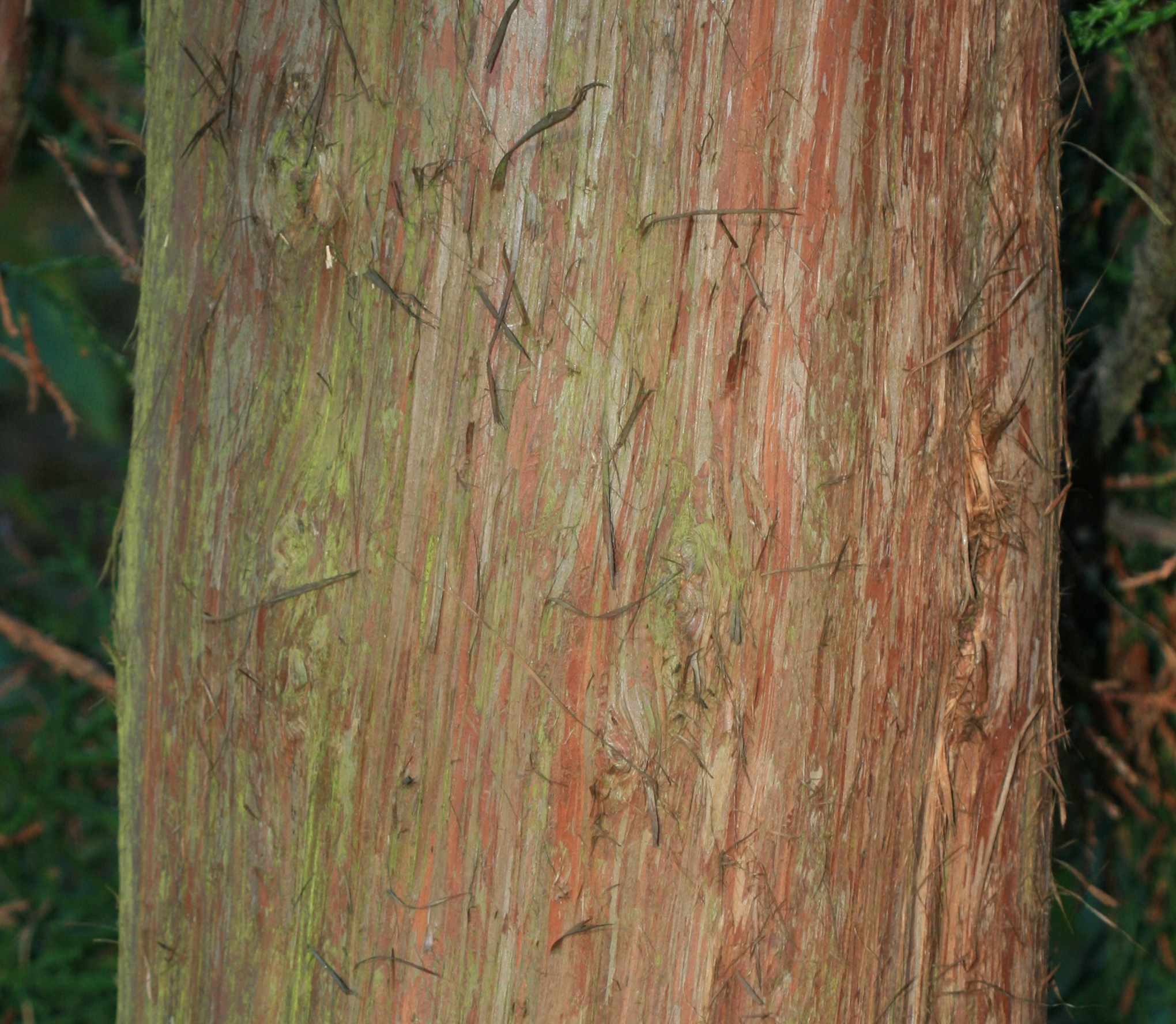